# Niobe, regina di Tebe
Niobe, regina di Tebe bzw. kurz Niobe (deutschsprachiger Originaltitel von 1688: Niobe, Königin in Thebe) ist ein Dramma per musica in drei Akten (12 Bildern) von Agostino Steffani (Musik) mit einem Libretto von Luigi Orlandi nach dem 6. Buch von Ovids Metamorphosen. Die Uraufführung fand am 5. Januar 1688 im Münchener Salvatortheater statt.

## Handlung
Der thebanische König Anfione ist amtsmüde und möchte sich in Zukunft der Kunst widmen. Er überträgt die Herrschaft seiner Frau Niobe und dem Fürsten Clearte. Letzterer ist heimlich in Niobe verliebt – doch gelingt es ihm trotz der Unterstützung durch Niobes Amme Nerea nicht, ihr seine Gefühle zu offenbaren. Der Zauberer Poliferno will sich an Anfione für den Tod seiner Schwester Dirce rächen und hat zu diesem Zweck den thessalischen Prinzen Creonte verhext. Der glaubt nun ebenfalls, Niobe zu lieben und sie in einem Feldzug erobern zu müssen. Als Anfione für den Schutz der Stadt betet, entstehen durch seinen Gesang auf wundersame Weise Schutzmauern. Niobe ist davon so beeindruckt, dass sie ihren Gemahl hochmütig zum Gott erklärt.
Mit Hilfe verschiedener magischer Mittel dringen Poliferno und Creonte in die Stadt ein und entführen Niobe, die sie glauben lassen, dass Creonte der Kriegsgott Mars sei. Doch die echten Götter lassen den Zauber vergehen. Niobes Hochmut wächst ins Unermessliche. Sie lässt den Tempel der Latona zerstören und ihre eigenen Kinder als Götter verehren. Bei der Zeremonie greift die erzürnte Latona mit anderen Göttern ein und tötet die Kinder. Anfione begeht aus Kummer darüber Selbstmord, und Niobe versteinert vor Schmerz. Creonte kann ungehindert die Herrschaft übernehmen. Doch er erweist sich als guter König, der als erste Amtshandlung seinen bösartigen Ratgeber Poliferno verbannt und sich den Thebanern gegenüber großmütig zeigt.
In einer Nebenhandlung verliebt sich die thebanische Latona-Priesterin Manto in den jungen Prinzen Tiberino. Die beiden sind in Liebesdingen unerfahren und müssen erst einige Missverständnisse überwinden, ehe sie zusammenfinden. Mantos Vater ist der blinde Seher Tiresia, der Anfione verschiedene Ratschläge gibt.
Dem deutschen Libretto von 1688 ist das folgende Vorwort beigegeben:

„NIobe vnd Amphione in Thebe herrschende, waren beyde, durch allgemeinen Ruff deß gantzen Griechenlands, für die ruhmdarsten gehalten: Der eine zwar, weilen er von Jupiter dem mächtigsten König in Creta herstammete, jene aber, weilen sie eine Dochter deß berühmtesten Phrygischen Königs Tantalus: neben deme auch mit einem so männlichen, vnd die gewöhnliche Schwachheit ihres Geschlechts so sehr übertreffenden Gemüte begabet ware, daß ihr der Nahmen einer Göttin zugeeignet wurde: So ist auch Amphione, neben seiner fürtrefflichen Lieblichkeit in der Singkunst, so wohl durch angebohrnen hohen Verstandt, als erworbene Klugheit zuherrschen, so weit gelanget, daß er den erwildten Pövel zu heylsamer Leutseeligkeit vnd burgerlicher Vereinigung gebracht, vnd hierdurch den Titel einer Gottheit eroberet. Gleich wie nun aber all zu grosses Glück vilmahl zu solchen Mißhandlungen verleitet, welche grosse Unfäll nach sich ziehen, also erstoltzte auch Niobe ob so vnmässigen Ehren so sehr, daß sie keinen Scheuh truge die Götter selbst zuverunehren, der Latona, einer von den Thebanern angebetten Göttin gewöhnliche Opffer-dienst einzustellen, vnd Manto, deß Tiresia eines Wahrsagers, vnd der erwehnten Göttin Priesters Dochter, in deme dise der Latona die gebührende Opffer-verehrung anzustellen beginte, stoltzer Weiß zu beschimpfen. Dise Verachtungen zu rächen, strafften sie die Götter mit dem vrplötzlichen Todt aller jhrer Kinder; warüber sich Amphione, aus Verzweiflung, ermordete, vnd Niobe auß Schmertzen vnd Bedrangnuß das Leben auffgabe: Manto aber, welche sich nach diesem in Italien begeben, wurde von Tiberino König in Alba geehliget.
Das fabelhaffte Griechenland ware in Poetischer Erzehlung dergleichen Begebenheiten sehr denen vnbegründten Erdichtungen beygethan; Dannenhero eigneten etliche die Erbawung der Thebanischen Stattmäurn, deß Amphione Gesang, andere dem Schall seiner Seytenspiele zu: Stellten auch vor, als ob die Latona sampt Apollo vnd Diana, von Himmel die übermütigen Thebaner beblitzte: die Niobe aber verwandleten sie in einen Steine.
Hierzue wird wahrscheinig erdichtet, Das nach dem Amphione, durch Besigung deß Königs Lico seines Vorfahrern, sich deß Thebanischen Reichs bemächtigt, habe vil Jahr hernach der Thessalische König, deß Lico Verwandter, vmb dessen Todt zu rächen, den Creonte seinen Sohn geschicket, Thebe mit eienr vnvorgesehenen Belägerung zu überfallen, vnd das Creonte von Poliferno, einem der Zauberey kündigen Fürsten auß Attica, sonderlich mittels dieser Hoffnung zu besagtem Krieg angefrischet worden, daß er hierdurch zum Genuß der Niobe Schönheit werde gelangen können; Den Poliferno aber habe die Nachgierigkeit zu solcher Verhetzung bewogen, als welcher der Dirce, deß Lico anderter Gemahlin Bluts-verwandter ware, die von Amphione ebenfahls vmbgebracht worden.
Das Amphione, welcher von der Herrschungs-burde frey zuseyn verlangte, der Niobe, seiner sehr werth gehaltenen Gemahlin eine vollmächtig vnd vnbeschrenckte Gewalt zu regieren überlassen, vnd ihr den Clearte für einen Vollzieher jhrer Gebott zugeeignet habe, welchen er zu diesem Ende auß dem Wald zurück beruffen, worein er sich begeben, damit er sich von seiner Lieb entledigte, welche er gegen Niobe, jedoch verborgen vnd ohne Hoffnung eintziges Genusses, im Hertzen nehrte.
Das Tiberino, bevor er noch das Königreich Alba von seinem Herren Vattern ererbet, sich auß Begierde den Ruhm seiner Fürtrefflichkeit im Turnieren, Jagen, Ringen, vnd anderen zu selbiger Zeit bey den Griechen gemöhnlichen Ritterlichen Ubungen außzubreiten, in Griechenland verfüget, vnd sich endlichen zu Thebe in die Manto verliebet, auch selbe hernach, als seine Gemahlin in Latien geführet habe.“

### Erster Akt
Königliches Zimmer mit einem Thron
Szene 1. Anfione, der König Theben, verkündet seiner Familie und dem Hofstaat, dass er der Königswürde müde sei und die Herrschaft nun seiner Frau Niobe überlassen wolle. Der Fürst Clearte solle sie bei den Amtsgeschäften unterstützen (Duett Anfione/Niobe: „Sollievo del mio seno“).
Szene 2. Der aus dem freiwilligen Exil in der Wildnis herbeigerufene Clearte erfährt von seiner neuen Aufgabe. Anfione überreicht ihm ein königliches Gewand (Arie Anfione: „Miratemi begl’occhi“).
Szene 3. Während Niobe von der Veränderung begeistert ist, zögert Clearte. Er ist heimlich in Niobe verliebt und befürchtet, seine Pflichten nicht mit der nötigen Ehrerbietigkeit erfüllen zu können. Doch schwört er ihr schließlich seine Treue (Arie Niobe: „È felice il tuo cor, né sai perché“).
Szene 4. Niobes Amme Nerea hat Cleartes Gefühle für Niobe bemerkt. Sie macht ihm Hoffnung und verspricht, sich für ihn einzusetzen (Arie Nerea: „Quasi tutte son le brutte“).
Szene 5. Nachdem alle anderen gegangen sind, lässt Clearte seinen Gefühlen freien Lauf. Er war seinerzeit nur deshalb ins Exil gegangen, um seine Liebe zu Niobe vergessen. Doch nun kommt alles wieder hoch (Arie Clearte: „Son amante, e sempre peno“).
Wald
Szene 6. Tiberino, der prahlerische Sohn des Königs von Alba, ist mit seinem Gefolge nach Griechenland gekommen, um Ruhm zu erringen (Arie Tiberino: „Alba esulti, e il Lazio goda“).
Szene 7. Die thebanische Jungfrau Manto, die bei einer Jagd von ihren Leuten getrennt wurde, befindet sich auf der Flucht vor einem Raubtier. Tiberino erlegt das Tier. Manto schwört ihm ewige Dankbarkeit, und beide verlieben sich auf der Stelle ineinander (Arie Manto: „Se la vita a me donasti“).
Szene 8. Mantos Vater, der blinde Seher Tiresia, kommt hinzu. Durch seine Gabe weiß er bereits von Tiberinos Tat. Er lädt ihn in seine Wohnung ein, wo er ihm sein künftiges Schicksal zeigen will (Arie Tiresia: „Amor t’attese al varco“).
Szene 9. Manto erzählt Tiberino, dass sie zusammen mit ihrem Vater im Tempel der Göttin Latona diene. Tiberino fragt sie, welches Opfer sie dem Liebesgott bringen wolle – doch mit der Liebe hat Manto noch keine Erfahrungen gemacht. Sie gibt vor, Tiberino nicht zu verstehen (Arie Tiberino: „Tu non sai che sia diletto“).
Szene 10. Manto beklagt das Ungestüm Tiberinos. Obwohl sie seine Gefühle erwidert, würde sie die Beziehung lieber ruhiger angehen (Arie Manto: „Vuoi ch’io parli, parlerò“).
Szene 11. Plötzlich erscheint ein gewaltiges Tier, das sich auf der Bühne in eine größere Gruppe Soldaten verwandelt. In einer Wolke schwebt der Zauberer Poliferno herein. Er führt den schlafenden thessalischen Prinzen Creonte mit sich, den er durch einen Zauber in Niobe verliebt gemacht hat. Sein Ziel ist es, den eifersüchtigen Prinzen dazu zu bewegen, Theben anzugreifen und zu verwüsten. Creonte erwacht voller Sehnsucht nach Niobe (Arie Creonte: „Dove sciolti a volo i vanni“). Poliferno redet ihm ein, dass er sie nur durch einen Eroberungsfeldzug für sich gewinnen könne. Außerdem gelte es, seinen Onkel Lico zu rächen, den Anfione einst entmachtet und getötet hatte (Arie Poliferno: „Nuovo soglio, e nuova bella“).
Szene 12. Creonte bittet die Götter des Krieges und der Liebe um Unterstützung bei seinem Feldzug gegen Theben und schwärmt anschließend von der Schönheit Niobes (Arie Creonte: „Troppo caro è quel bel volto“).
Königliches Museum, das den Palast der Harmonie zeigt
Szene 13. Anfione sucht seinen Frieden in der Musik (Arie Anfione: „Sfere amiche or date al labbro“).
Szene 14. Niobe schwört Anfione ihre ewige Liebe (Arie Niobe: „Vorrei sempre vagheggiarti“).
Szene 15. Nerea und Clearte berichten vom Anmarsch der thessalischen Truppen Creontes. Während sich Clearte und Niobe kampfbereit zeigen, macht sich Anfione nur widerwillig auf, sein Volk auf den bevorstehenden Krieg einzustimmen (Arie Anfione: „È di sasso chi non t’ama“).
Szene 16. Nachdem Anfione gegangen ist, fordert Nerea Clearte auf, Niobe seine Gefühle zu offenbaren. Er teilt ihr mit, dass er auf seinem Schild den schneebedeckten Vulkan Ätna zeigen wolle – nach außen kalt, im Inneren aber voller Flammen. Als Niobe ihn auffordert, das näher zu erläutern, gerät Clearte ins Stottern, bis Niobe ihn zum Schweigen rät (Arie Niobe: „Segui ad amar così“).
Szene 17. Nerea schilt Clearte für seine Ungeschicklichkeit im Umgang mit der Liebe. Clearte verzweifelt (Arie Clearte: „C’ho da morir tacendo“).
Szene 18. Nerea ist sich sicher, dass Niobe Cleartes Liebe erwidert und ihn nur ein wenig hinhalten will. Frauen seien so einfach zur Liebe zu bewegen – ein Seufzer reiche (Arie Nerea: „In amor siam tanto facili“).
Offene Landschaft mit Blick auf das nicht von Stadtmauern umgebene Theben
Szene 19. Als Creonte und Poliferno sich der Stadt nähern, erhebt sich ein riesiges Ungeheuer aus der Erde. Poliferno hat es heraufbeschworen, um Creonte einen direkten Weg zu Niobe zu bieten, der durch das Maul des Untiers führt. Creonte steigt furchtlos hinein (Arie Creonte: „Anderei sin nell’inferno“).
Szene 20. Poliferno beschwört seine verstorbene Schwester Dirce, die Gattin Licos, aus dem Grab aufzustehen, um seine Rache zu beobachten (Arie Poliferno: „Fiera Aletto del mio petto“). Er folgt Creonte in den Rachen des Ungeheuers, der sich daraufhin schließt. Das Tier versinkt wieder in der Erde.
Szene 21. Anfione hält eine aufmunternde Ansprache an das Volk, um es auf die Verteidigung der Stadt einzustimmen. Dieses jubelt ihm zu. Er bittet Gott um Schutz (Arie Anfione: „Come padre, e come dio“). Während seiner Arie erheben sich wie durch Zauberhand Mauern um die Stadt.
Szene 22. Nachdem Nerea Niobe von dem Zauber benachrichtigt hat (Arie Nerea: „Assistetemi, soccorretemi“), kommt auch diese hinzu. Sie ist der Ansicht, ihrem Mann stünden nun göttliche Ehren zu, da allein sein Gesang dieses Wunder vollbracht habe (Arie Niobe: „Con il tuo strale amore“).
Szene 23. Als der blinde Tiresia das Königspaar zur Bescheidenheit mahnt, wirft Niobe ihn empört zu Boden und tritt ihn. Sie und Anfione schwören sich erneut ihre Liebe (Duett Anfione/Niobe: „Mia fiamma… – Mio ardore…“) und ziehen sich zurück.
Szene 24. Auf Tiresias Hilferufe (Arie Tiresia: „Calpestato, lacerato“) erscheinen seine Tochter Manto und Tiberino, denen Tiresia vom Hochmut Niobes erzählt. Manto und Tiberino versprechen ihm ihren Schutz. Er lässt sich von ihnen in den Tempel der Latona führen, wo er die Sterne zur Rache beschwören will (Arie Tiresia: „Di strali, e fulmini“).
Szene 25. Tiberino erklärt Manto die Geheimnisse der Liebe. Sie hört ihm geduldig zu und gesteht ihm dann ihre eigenen Gefühle (Arie Manto: „Nel mio seno a poco a poco“).
Szene 26. Tiberino ist verwundert über Mantos widersprüchliches Verhalten (Arie Tiberino: „Quanto sospirerai“).

### Zweiter Akt
Amphitheater mit einer großen Kugel in der Mitte und einem kleinen königlichen Sitz an der Seite
Szene 1. Creonte und Poliferno kommen auf zwei Drachen aus der Erde hervor. Creonte ist beeindruckt von der Kunstfertigkeit dieses von Niobe geschaffenen Orts. Sie wollen die Königin eine Weile beobachten. Damit sie unbemerkt bleiben, lässt Poliferno eine unsichtbare Wolke einschweben. Creonte erwartet gespannt die Ankunft Niobes (Arie Creonte: „Del mio ben occhi adorati“).
Szene 2. Zunächst erscheint Clearte mit den thebanischen Edelleuten und Volk. Er erinnert die Anwesenden an das Wunder der Stadtmauer und versichert ihnen, dass die Götter sie auch beim Gebrauch der Waffen unterstützen werden. Die Prinzen seien bereits auf dem Vormarsch gegen die Feinde. Er schwört sich selbst, Niobe weiterhin treu dienen zu wollen (Arie Clearte: „Voglio servir fedel“).
Szene 3. Nun kommen auch Niobe und Nerea herein. Niobe fordert Clearte auf, als Mitregent mit ihr den Thron zu besteigen. Clearte zögert, da er sich ihren Befehlen untergeben fühlt und seine Treue auch Anfione gilt. Niobe zieht ihn fast gewaltsam auf den Thron (Arie Niobe: „Qui la dèa cieca volante“).
Szene 4. Als auch Anfione hinzukommt, will Clearte ihm Platz machen – doch Niobe fordert ihn zum Bleiben auf. Anfione fällt sofort die prächtige Kugel in der Mitte auf, die dem Glanz der Sonne Konkurrenz zu machen scheint. Niobe erklärt ihm, dass er nun keinen Platz auf dem Thron mehr habe, da er nicht mehr König sei, sondern ihm als Gottheit ein „besternter Sitz“ zustehe. Die Kugel öffnet sich. und gibt einen Sternenhimmel frei. Anfione tritt begeistert hinein (Arie Anfione: „Ascendo alle stelle“). Niobe fordert die Anwesenden auf, diese Gottheit zu verehren. Anschließend ruft sie zum Tanz. Poliferno kann diese Verherrlichung seines Feindes nicht länger mit ansehen. Er beschwört eine höllische Wolke, die die ganze Bühne verschattet. Creonte entschwebt mit Niobe in der Wolke. Poliferno dagegen versinkt unter fortwährendem Donner in die Erde (Arie Poliferno: „Numi tartarei con vostri sibili“).
Szene 5. Anfione ist verängstigt auf der finsteren und ansonsten menschenleeren Bühne zurückgeblieben. Er klagt über den Verlust Niobes (Arie Anfione: „Dal mio petto o pianti uscite“).
Berglandschaft mit einer Quelle
Szene 6. Tiresia ist durch die Geschehnisse verwirrt und nicht mehr in der Lage, die Omen zu deuten (Arie Tiresia: „Confuse potenze destatevi su“). Tiberino ist enttäuscht, dass er die versprochene Weissagung nun doch nicht erhalten wird. Tiresia teilt ihm jedoch mit, dass er seine Erfolge nicht im Krieg suchen solle. Er macht sich auf den Weg zum Tempel.
Szene 7. Während Tiberino noch grübelt, taucht Manto mit ihren Freundinnen auf. Manto gesteht Tiberino ihre Liebe – doch Tiberino beschließt, sie noch etwas hinzuhalten. Er gesteht lediglich, dass sie ihm gefalle, er wisse aber noch nicht, ob es Liebe sei (Arie Tiberino: „Il tuo sguardo o bella mia“).
Szene 8. Manto fühlt sich von Tiberino verspottet (Arie Manto: „Tu ci pensasti poco“).
Szene 9. Poliferno erscheint in Gestalt des Götterboten Mercurius bei der entführten Niobe und teilt ihr mit, dass der Gott Mars selbst sie zu seiner Gemahlin auserwählt habe. Sie solle nun alle irdischen Regungen hinter sich lassen. Niobe ist hoch erfreut, von einem Gott geliebt zu werden (Arie Niobe: „Stringo al seno un nume amante“).
Szene 10. Creonte schwebt in Gestalt des Mars auf einer großen Wolke herab. Er erklärt, dass er Feld und Waffen nun zugunsten seiner Liebe zu Niobe aufgeben wolle (Arie Creonte: „Lascio l’armi, e cedo il campo“). Beide gestehen sich ihre Liebe (Duett Creonte/Niobe: „T’abbraccio mia diva… – Ti stringo mio nume…“). Poliferno wünscht ihnen süßen Liebesgenuss (Arie Poliferno: „Gioite, godete in grembo al piacer“).
Königliche Gemächer
Szene 11. Tiresia klärt Anfione darüber auf, dass Creonte mit Unterstützung des Zauberers Poliferno seine Gemahlin geraubt hat. Er empfiehlt Anfione, die Götter demütig um Vergebung für seinen Hochmut anzuflehen. Unterdessen will er im Tempel um Beistand beten (Arie Tiresia: „De’ numi la legge“).
Szene 12. Anfione schwört seinen Gegnern kriegerische Rache (Arie Anfione: „Tra bellici carmi“).
Ebene mit Hirtenhütten
Szene 13. Clearte und Nerea wurden durch Polifernos Zauber an diesen Ort verbracht und suchen nach Erklärungen. Clearte, der vor allem den Anblick Niobes vermisst, will schnellstens zurück in die Stadt (Arie Clearte: „Non mi far pianger sempre“).
Szene 14. Während Nerea sich noch etwas ausruht, kommen die in Tränen aufgelöste Manto und kurz darauf auch Tiberino hinzu. Manto weigert sich, Tiberino weitere Erklärungen abzugeben (Arie Manto: „Ho troppo parlato“).
Szene 15. Als Nerea Tiberino Vorhaltungen wegen seines Verhaltens macht, erklärt dieser, dass er nicht mehr Herr seines Herzens sei (Arie Tiberino: „Ci sei colto mio cor, non vi è più scampo“).
Szene 16. Nerea lässt darüber aus, dass viele junge Männer die Frauen durch trügerische Schmeicheleien für sich zu gewinnen suchen (Arie Nerea: „Questi giovani moderni“).
Der Akt endet mit einem Schäfertanz.

### Dritter Akt
Das himmlische Reich des Mars
Szene 1. Creonte stellt der nun als Göttin gekleideten Niobe seinen himmlischen Hofstaat vor. Niobe versichert ihm ihre Liebe und Treue (Arie Niobe: „Amami, e vederai“). Plötzlich wird sie von einer unerklärlichen Beklemmung überwältigt und fällt in Ohnmacht.
Szene 2. Poliferno warnt Creonte davor, dass die Göttin Latona durch das Gebet Tiresias zum Eingreifen bewegt wurde und sich der Himmel gegen sie verschworen habe. Nun bleibe nur noch die Flucht. Creonte beklagt, Niobe schon wieder zu verlieren (Arie Creonte: „Luci belle, che languite“).
Das Reich des Mars weicht einem einsamen Ort mit einer Grotte
Szene 3. Anfione findet die ohnmächtige Niobe auf einem Felsen liegend. Es dauert eine Weile, bis er sie in ihrer veränderten Kleidung erkennt. Als sie erwacht und nach Mars und ihren himmlischen Bediensteten fragt, glaubt er, sie phantasiere. Dennoch klärt er sie über die Täuschungen Creontes und Polifernos auf. Niobe schwört Rache (Arie Niobe: „Contro il ciel, che m’ha schernita“).
Szene 4. Noch nie hat Anfione derart heftige Gefühlsregungen erlebt wie jetzt. Er verzweifelt vollends (Arie Anfione: „Ho perduta la speranza“).
Tempel der Latona
Szene 5. Manto und Tiberino heiraten mit dem Segen Tiresias. Tiresias fordert Tiberino auf, ihm in die Stadt zu folgen. Unterdessen soll Manto mit dem Volk um göttlichen Beistand beten. Tiberino versichert Manto seine Liebe (Arie Tiberino: „Or ch’è mio quel vago labbro“).
Szene 6. Während Manto das Gebet einleitet, erscheint Niobe mit Clearte, Nerea und weiterem Gefolge. Sie (eine Nachfahrin von Atlas und Jupiter) hält Latona für eine falsche Göttin und befiehlt ihren Leuten, den Tempel zu zerstören. Ihre Diener werfen die Abbilder Latonas, Apollos und Dianas zu Boden. Manto warnt sie vor der Rache des Himmels (Arie Manto: „Chiudetevi miei lumi“).
Szene 7. Niobe befiehlt Clearte, eine Siegesfeier zu organisieren, bei der ihre Kinder zu Göttern erklärt werden sollen.
Szene 8. Niobe plant die Vernichtung ihres Gegners (Arie Niobe: „In mezzo all’armi“).
Szene 9. Nereas nächster Kommentar gilt den Liebhabern, die für ihr Vergnügen sogar Zaubereien aufbieten. Sie beklagt die allgemeine Untreue der Männer (Arie Nerea: „Che alla fé di donne amanti“).
Großer Platz in Theben
Szene 10. Während sich die Söhne Niobes auf einem großen Ehrengerüst für ihre Ehrung präsentieren, eröffnet Clearte vor dem versammelten Volk die Siegesfeier (Arie Clearte: „Tutta gioia, e tutta riso“). Plötzlich brechen alle Gebäude durch ein Erdbeben zusammen. Eine dunkle Wolke überzieht die Bühne, und in der Höhe erscheinen zwischen Donner, Hagel und Wetterleuchten Latona, Apollo, Diana und weitere Götter. Sie schleudern Blitze auf die Söhne Niobes und verschwinden wieder.
Szene 11. Als Anfione erscheint, findet er seine Kinder nur noch tot vor. Vor Schmerz stürzt er sich in seinen Degen.
Szene 12. Niobe erblickt ihren sterbenden Gatten, der sich in einer letzten Arie von ihr verabschiedet (Arie Anfione: „Spira già nel proprio sangue“). Erst danach entdeckt sie ihre toten Söhne. All ihre Hoffnungen sind vernichtet. Sie versteinert vor Schrecken und stirbt ebenfalls (Arie Niobe: „Funeste immagini“).
Szene 13. Unter Trompeten- und Paukenklängen marschiert der siegreiche Creonte mit Poliferno, Tiresia, Manto und Tiberino, Soldaten und Volk ein. Die magisch errichteten Stadtmauern wurden durch die Blitze der Götter vernichtet. Creonte beklagt die Toten und besonders Niobe. Da er sich an ihrem Tod schuldig fühlt, verbannt er Poliferno aus seinen Diensten.
Szene 14. Creonte gibt Manto und Tiberino seinen Segen. Da erscheint Niobes Amme Nerea und bittet ihn um Erbarmen. Creonte verspricht ihr eine sorgenfreie Zukunft und ruft dann das Volk zum Lobpreis auf (Arie Creonte: „Di palme, e d’allori“).
Die Oper endet mit einem Tanz jubelnder Soldaten.

## Gestaltung

### Instrumentation
Die Orchesterbesetzung der Oper enthält die folgenden Instrumente:
- zwei Flöten
- zwei Pifferi (Ripieno-Oboen)
- Fagott
- vier Trompeten
- Streicher
- Basso continuo
- Bühnenmusik hinter der Szene: Jagdtrompete

### Musiknummern
Die Oper enthält laut Angabe im Libretto die folgenden Musiknummern:
Erster Akt
- Duett Anfione/Niobe: „Sollievo del mio seno“ (Szene 1)
- Arie Anfione: „Miratemi begl’occhi“ (Szene 2)
- Arie Niobe: „È felice il tuo cor, né sai perché“ (Szene 3)
- Arie Nerea: „Quasi tutte son le brutte“ (Szene 4)
- Arie Clearte: „Son amante, e sempre peno“ (Szene 5)
- Arie Tiberino: „Alba esulti, e il Lazio goda“ (Szene 6)
- Arie Manto: „Se la vita a me donasti“ (Szene 7)
- Arie Tiresia: „Amor t’attese al varco“ (Szene 8)
- Arie Tiberino: „Tu non sai che sia diletto“ (Szene 9)
- Arie Manto: „Vuoi ch’io parli, parlerò“ (Szene 10)
- Arie Creonte: „Dove sciolti a volo i vanni“ (Szene 11)
- Arie Poliferno: „Nuovo soglio, e nuova bella“ (Szene 11)
- Arie Creonte: „Troppo caro è quel bel volto“ (Szene 12)
- Arie Anfione: „Sfere amiche or date al labbro“ (Szene 13)
- Arie Niobe: „Vorrei sempre vagheggiarti“ (Szene 14)
- Arie Anfione: „È di sasso chi non t’ama“ (Szene 15)
- Arie Niobe: „Segui ad amar così“ (Szene 16)
- Arie Clearte: „C’ho da morir tacendo“ (Szene 17)
- Arie Nerea: „In amor siam tanto facili“ (Szene 18)
- Arie Creonte: „Anderei sin nell’inferno“ (Szene 19)
- Arie Poliferno: „Fiera Aletto del mio petto“ (Szene 20)
- Arie Anfione: „Come padre, e come dio“ (Szene 21)
- Arie Nerea: „Assistetemi, soccorretemi“ (Szene 22)
- Arie Niobe: „Con il tuo strale amore“ (Szene 22)
- Duett Anfione/Niobe: „Mia fiamma… – Mio ardore…“ (Szene 23)
- Arie Tiresia: „Calpestato, lacerato“ (Szene 24)
- Arie Tiresia: „Di strali, e fulmini“ (Szene 24)
- Arie Manto: „Nel mio seno a poco a poco“ (Szene 25)
- Arie Tiberino: „Quanto sospirerai“ (Szene 26)

Zweiter Akt
- Arie Creonte: „Del mio ben occhi adorati“ (Szene 1)
- Arie Clearte: „Voglio servir fedel“ (Szene 2)
- Arie Niobe: „Qui la dèa cieca volante“ (Szene 3)
- Arie Anfione: „Ascendo alle stelle“ (Szene 4)
- Arie Poliferno: „Numi tartarei con vostri sibili“ (Szene 4)
- Arie Anfione: „Dal mio petto o pianti uscite“ (Szene 5)
- Arie Tiresia: „Confuse potenze destatevi su“ (Szene 6)
- Arie Tiberino: „Il tuo sguardo o bella mia“ (Szene 7)
- Arie Manto: „Tu ci pensasti poco“ (Szene 8)
- Arie Niobe: „Stringo al seno un nume amante“ (Szene 9)
- Arie Creonte: „Lascio l’armi, e cedo il campo“ (Szene 10)
- Duett Creonte/Niobe: „T’abbraccio mia diva… – Ti stringo mio nume…“ (Szene 10)
- Arie Poliferno: „Gioite, godete in grembo al piacer“ (Szene 10)
- Arie Tiresia: „De’ numi la legge“ (Szene 11)
- Arie Anfione: „Tra bellici carmi“ (Szene 12)
- Arie Clearte: „Non mi far pianger sempre“ (Szene 13)
- Arie Manto: „Ho troppo parlato“ (Szene 14)
- Arie Tiberino: „Ci sei colto mio cor, non vi è più scampo“ (Szene 15)
- Arie Nerea: „Questi giovani moderni“ (Szene 16)

Dritter Akt
- Arie Niobe: „Amami, e vederai“ (Szene 1)
- Arie Creonte: „Luci belle, che languite“ (Szene 2)
- Arie Niobe: „Contro il ciel, che m’ha schernita“ (Szene 3)
- Arie Anfione: „Ho perduta la speranza“ (Szene 4)
- Arie Tiberino: „Or ch’è mio quel vago labbro“ (Szene 5)
- Arie Manto: „Chiudetevi miei lumi“ (Szene 6)
- Arie Niobe: „In mezzo all’armi“ (Szene 8)
- Arie Nerea: „Che alla fé di donne amanti“ (Szene 9)
- Arie Clearte: „Tutta gioia, e tutta riso“ (Szene 10)
- Arie Anfione: „Spira già nel proprio sangue“ (Szene 12)
- Arie Niobe: „Funeste immagini“ (Szene 12)
- Arie Creonte: „Di palme, e d’allori“ (Szene 14)

### Bühnenkonstruktionen
Die Oper verlangt aufwändige Bühnenkonstruktionen, die im Libretto unter der Überschrift „Klug-Wercke und Erscheinungen“ detailliert angegeben wurden:
- Ein großes Untier, das sich in viele Kriegsleute verwandelt
- Ein ungeheures Gesicht, das von unten herauf steigend eine tiefe Höhle in den Lüften darstellt
- Die Männer, die sich nach und nach um Theben erheben
- Zwei höllische Drachen, die Creonte und Poliferno aus der Erde heraus auf die Schaubühne tragen
- Eine Wolke, die in die Luft steigt, um die beiden zuvor genannten zu bedecken
- Ein großes Wolkengebilde, in dem Creonte in Gestalt des Mars von oben herabsteigt
- Ein Siegeswagen, der von Latona, Diana und Apollo neben anderen mit ihnen in der Luft erscheinenden Göttern beblitzt wird
- Einsturz vieler Gebäude bei einem Erdbeben

### Musik
Die vielen Bildwechsel und die aufwändige Bühnenmaschinerie der Oper entsprechen den damaligen venezianischen Vorlieben. Dennoch tragen die einzelnen Rollen individuelle Züge.
Niobe ist die erste Oper Steffanis mit weniger als 60 Arien.:135 In der Musik sind Einflüsse des französischen Stils spürbar, wie sie Steffani in seinen späteren hannoveranischen Opern noch stärker nutzte. Bei den Arien herrschen Da-capo-Formen und Ostinatobildungen vor. Außerdem gibt es einige explizit als Tanzsätze bezeichnete Arien wie Menuet, Gavotte oder Rondeau. Einige der Bühneneffekte werden von Orchestersätzen begleitet.
Das Orchester selbst wird ungewöhnlich abwechslungsreich eingesetzt. Besonders die Szenen Anfiones (Amphion galt der Sage nach als Erfinder der Leier, der Harmonie u. a.) sind sorgfältig gestaltet. Die Szene im Palast der Harmonie (erster Akt, Szene 13) wird von gleich zwei Orchestern begleitet, von denen eines hinter der Szene untergebracht ist. Steffani verzichtet hier auf den Generalbass. Die Szene beginnt mit einem langen Accompagnato, das hinter der Bühne von vier Violen eingeleitet wird. Nach zehn Takten kommen Flöten und das vierstimmige Streicherensemble hinzu, deren polyphones Spiel zeitgleich mit der Singstimme Anfiones einsetzt. Die folgende Arie ist durch einen lediglich aus einem einzigen Takt bestehenden Bassostinato in nacheinander sieben verschiedenen Tonarten gekennzeichnet, mit denen Steffani die sieben Planetenbahnen darstellt. Die darüberliegende Gesangsstimme besteht aus lang angehaltenen Tönen, die den bewegteren Bewegungen der Orchesterstimmen entgegengesetzt ist. Insgesamt bildet der Zusammenklang der Stimmen die im Text beschriebene Sphärenharmonie.
Anfiones Sterbeszene gegen Ende der Oper gilt als einer der Höhepunkte. Sie ist durch Chromatik und Tremolo-Effekte gekennzeichnet und benötigt acht gedämpfte Soloviolinen. Die beiden Sterbeszenen brechen aus dramatischen Gründen vorzeitig ab. Das Gleiche gilt für Anfiones Gebet „Come padre, e come dio“ (erster Akt, Szene 21), das Anfione unterbricht und als Rezitativ fortsetzt, als er die Wirkung (den wundersamen Aufbau der Mauer) bemerkt. Die Musikwissenschaftlerin Anna Amalie Abert nannte diese Arie beispielhaft „für den dichten Orchestersatz, in den die Singstimme gleichberechtigt eingebettet ist“ und „für den […] meisterhaft gehandhabten Typ der lyrisch-schwärmerischen Gesänge im Tripeltakt“.

## Werkgeschichte

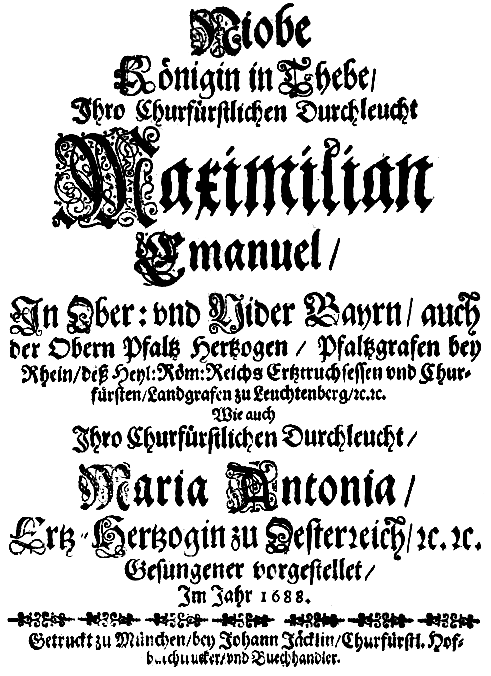
Titelblatt des deutschen Librettos, München 1688

Niobe, regina di Tebe ist Agostino Steffanis letzte für München geschriebene Oper. Das Libretto schrieb Luigi Orlandi nach dem 6. Buch von Ovids Metamorphosen. Die Musik der Ballette an den Aktenden stammt von Melchior Dardespin. Sie wurden von François Rodier choreographiert. Die Uraufführung der Oper fand am 5. Januar 1688 im Münchener Salvatortheater statt. Die Rolle des Anfione sang der Kastrat Clementin Hader. Für die aufwändige Produktion wurden zehn zusätzliche Musiker eingestellt.:138
Am 9. November 1977 gab es in der New Yorker Alice Tully Hall eine halbszenische Produktion unter der Leitung von Newell Jenkins, die anschließend auch auf Schallplatte herausgegeben wurde.
Am 15. Oktober 1986 wurde die Oper in deutscher Sprache in einer freien Bearbeitung von Ludger Rémy, die auch Musik anderer Komponisten enthielt, in Heidelberg gespielt. Anlass war die Feier zum 600-jährigen Bestehen der dortigen Universität. Steffani hatte dort zwischen 1703 und 1705 als Rektor und Kurator gewirkt. Die Inszenierung der Aufführung stammte von Peter Rasky.
Im April 2008 leitete Thomas Hengelbrock eine Aufführung der Schwetzinger Festspielen, bei der Steffanis Oper mit Adriana Hölszkys Musikdrama HYBRIS/Niobe kombiniert wurde. 2010 wurde Niobe unter seiner Leitung auch im Royal Opera House London gespielt. Ein Audiomitschnitt wurde auf CD veröffentlicht.
2011 gab es eine weitere Produktion beim Boston Early Music Festival unter der Leitung von Paul O’Dette und Stephen Stubbs, auf deren Basis 2013 eine CD-Einspielung im Studio entstand. Letztere wurde mit dem Jahrespreis der deutschen Schallplattenkritik 2015 ausgezeichnet und erhielt den ECHO Klassik 2015 in der Kategorie „Welt-Ersteinspielung des Jahres“.

## Aufnahmen
- 1978 (live): Newell Jenkins (Dirigent), Orchestra Antonio Vivaldi di Venezia. Joy Zornig (Niobe), Elaine Bonazzi (Anfione), Susan Belling (Manto), Sidney Johnson (Tiresia), Jeffrey Dooley (Clearte), Daniel Collins (Creonte). Voce 59 (3 LP).[9]
- 27. April 2008 (live von den Schwetzinger Festspielen, kombiniert mit Adriana Hölszkys Musikdrama HYBRIS/Niobe): Thomas Hengelbrock (Dirigent), Balthasar-Neumann-Ensemble. Maria Bengtsson (Niobe), Jacek Laszczkowski (Anfione), Ana Maria Labin (Manto), Tobias Scharfenberger (Tiresia), Pascal Bertin (Clearte), Peter Kennel (Creonte), Matjaz Robavs (Poliferno), Lothar Odinius (Tiberino), Delphine Galou (Nerea). Live-Übertragung auf SWR2.[10]
- 23. September 2010 (live aus dem Royal Opera House London): Thomas Hengelbrock (Dirigent), Lukas Hemleb (Regie), Balthasar-Neumann-Ensemble. Véronique Gens (Niobe), Jacek Laszczkowski (Anfione), Amanda Forsythe (Manto), Bruno Taddia (Tiresia), Tim Mead (Clearte), Iestyn Davies (Creonte), Alastair Miles (Poliferno), Lothar Odinius (Tiberino), Delphine Galou (Nerea). CD: Opus Arte OACD9008D.[11]
- 2013 (Studio-Aufnahme): Paul O’Dette und Stephen Stubbs (Dirigent), Boston Early Music Festival Orchestra. Karina Gauvin (Niobe), Philippe Jaroussky (Anfione), Amanda Forsythe (Manto), Christian Immler (Tiresia), Aaron Sheehan (Clearte), Terry Wey (Creonte), Jesse Blumberg (Poliferno), Colin Balzer (Tiberino), José Lemos (Nerea). Erato 0825646343546.[12]